# Comando Supremo italiano
Il Comando Supremo è stato il più alto comando delle forze armate italiane nel Regno d'Italia tra il giugno 1941 ed il maggio 1945, durante la seconda guerra mondiale.
Il suo predecessore, nella prima guerra mondiale, era stato il Comando supremo militare italiano. Nato per esigenze belliche, il Comando Supremo era una grande organizzazione con diversi reparti e comando operativo delle forze armate sui fronti attivi. Alla fine della guerra, fu nuovamente ridotto a un ruolo puramente consultivo.

## Contesto storico
Al momento dell'entrata in guerra dell'Italia, il 10 giugno 1940, le forze armate italiane non erano gerarchicamente unificate, sebbene il Capo del Governo Benito Mussolini ricoprisse contemporaneamente i ministeri della guerra, della marina e dell'aeronautica. 
L'11 giugno 1940, re Vittorio Emanuele III nominò Mussolini "Comandante supremo delle forze armate operanti su tutti i fronti". Lo Stato Maggiore Generale, guidato da Pietro Badoglio, nonostante il suo nome altisonante, aveva solo sette dipendenti ed era un organo puramente consultivo per il governo Mussolini; non aveva comunicazioni dirette con i ministeri e nessuna autorità sui militari dell'esercito, della marina e dell'aeronautica. Era retto dal Capo di Stato Maggiore Generale, il cui sottocapo era spesso consultato.

## Creazione
In seguito alla mal organizzata campagna di Grecia, il 6 dicembre 1940 il Capo di stato maggiore generale, il mar. Pietro Badoglio, fu destituito e sostituito da Ugo Cavallero. Il 15 maggio 1941 questi propose a Mussolini il completo riordino dello Stato Maggiore Generale. Con  l’approvazione della legge del 27 giugno 1941 che dava al capo di stato maggiore generale poteri direttivi sui Capi di stato maggiore delle singole Forze Armate, Cavallero riorganizzò razionalmente il Comando Supremo, per poter esercitare l’effettivo coordinamento interforze ed effettuare l’opportuno controllo su tutti i settori della nazione in guerra.
La carica di vicecapo di gabinetto fu abolita e al Comando Supremo fu così affidato il controllo operativo delle forze armate. Il Comando acquisì il diritto di comandare il personale militare delle quattro forze – Esercito, Marina, Aeronautica e MVSN – quest'ultima precedentemente alle dirette dipendenze del duce. Inoltre, il Comando Supremo aveva alle proprie dirette dipendenze la maggior parte delle grandi unità operanti al di fuori del territorio metropolitano.

### Struttura
Il nuovo Comando era molto più grande del vecchio Stato Maggiore Generale.
Il capo di gabinetto era coadiuvato da 1 segretario e da 1 addetto generale, e presiedeva 3 dipartimenti e 3 uffici di coordinamento:
- Primo Dipartimento: raggruppava gli uffici delle operazioni, dell'organizzazione e formazione, dell'ordine di battaglia, e della stampa e propaganda;
- Secondo Dipartimento: gestiva gli uffici di servizio, gli oli combustibili e i mezzi di trasporto, e materiale bellico;
- Terzo Reparto: era formato dagli uffici del personale, dagli affari generali (statistica, diritto militare e prigionieri) e dalla sede generale.

I 3 uffici di coordinamento non facenti parte dei dipartimenti erano:
- Servizio Informazioni Militare, subentrato al Ministero della Guerra;
- Ufficio dell'Economia di Guerra;
- Ufficio delle Comunicazioni.[1] Il Comando Supremo non controllava la ricerca e sviluppo o l'approvvigionamento e la produzione, le cui materie erano di competenza dei singoli stati maggiori.[2]

Il Comando Supremo rappresentava la completa trasformazione dell'alto comando.
Il Capo di stato maggiore delle forze armate passò dall'essere consigliere con sola responsabilità di pianificazione, a controllare direttamente le operazioni sulla maggior parte dei fronti di guerra. 
Benito Mussolini mantenne le redini delle forze armate, ma dopo il giugno 1941 la direzione fu esercitata principalmente attraverso il Comando Supremo.
Il personale e i ministeri delle forze armate persero gran parte delle loro competenze.
Al cambiamento si opposero i sottosegretari di Mussolini alla Marina e all'Aeronautica, rispettivamente Arturo Riccardi e Francesco Pricolo.

## Evoluzione

### Durante il governo Mussolini
Nel novembre 1941 fu costituito presso il Ministero della Guerra il Servizio Informazioni Esercito per coprire l'intelligence operativa, lasciando al Comando Supremo solo l'intelligence di alto livello. Nel giugno del 1943, il primo fu ribattezzato Reparto Informazioni Esercito e declassato a mera raccolta di informazioni operative, con il Comando Supremo che riprese il suo mandato più ampio.
Il Comando Supremo ha seguito una traiettoria diversa dal suo omologo tedesco, Oberkommando der Wehrmacht (OKW): mentre Adolf Hitler esercitò un controllo crescente sulle sue forze armate tedesche con il progredire della guerra, limitando l'influenza dell'OKW sul fronte orientale, le prime sconfitte dell'Italia costrinsero Mussolini ad accettare sempre più i consigli dei suoi generali. Dal 1º gennaio 1943 aveva il comando diretto delle forze italiane operanti in Africa, Albania, Croazia, Dalmazia, Dodecaneso, Grecia, Montenegro, Slovenia e l'Unione Sovietica.
Sotto Cavallero, il Comando Supremo intrattenne buoni rapporti con Oberbefehlshaber Süd, nella persona del Maresciallo Kesselring, comandante delle forze tedesche in Italia. L'addetto militare tedesco a Roma, Enno von Rintelen, fu dislocato presso il Comando Supremo. Nel febbraio del 1943, anche a causa dell'atteggiamento sottomesso nei confronti dei tedeschi, il Maresciallo Cavallero fu sostituito dal Generale Vittorio Ambrosio. L'11 marzo, Ambrosio, reintegrando la carica, nominò Francesco Rossi Sottocapo di stato maggiore; nominò Giuseppe Castellano suo addetto generale. Anche se nel primo incontro con Mussolini disse che aveva intenzione di snellire il Comando Supremo, la sua struttura rimase per lo più la stessa.
La divisione delle competenze tra Comando Supremo e Stato maggiore dell'esercito cessò di avere una funzionalità nel 1943, con la fine della partecipazione attiva italiana sul fronte orientale, la perdita dell'Africa e l'invasione alleata della Sicilia. Secondo la suddivisione delle competenze, la difesa del territorio metropolitano spettava allo Stato Maggiore dell'esercito. Ambrosio ottenne il suo uomo, Mario Roatta, nominato Capo di stato maggiore dell'esercito, ma i due erano in disaccordo sui rapporti da tenere con i tedeschi: Ambrosio voleva limitare le forze germaniche in Italia, mentre Roatta chiedeva rinforzi.

### Il Governo Badoglio
Il rovesciamento di Mussolini, il 25 luglio 1943, fu pianificato al Comando Supremo da Castellano. Quando Vittorio Emanuele approvò il piano il 20 luglio, informò Ambrosio, che prese accordi per arrestare Mussolini e aumentare il numero di truppe nella capitale. Dopo la nomina di Badoglio a Presidente del Consiglio, il sovrano riprese il comando delle forze armate e quindi del Comando Supremo. Anche se Roatta lo avrebbe poi descritto come un ritorno alla normalità, in realtà la situazione era del tutto nuova, poiché il Comando Supremo fu istituito dopo che il re aveva delegato il suo comando al duce. La situazione era insolita anche perché Badoglio limitò ogni potere in materia militare, lasciando quasi interamente le questioni militari al Comando Supremo. Il risultato fu un governo in cui Ambrosio aveva de facto gli stessi poteri del Presidente del consiglio, entrambi sotto il re.
Dopo la firma dell'armistizio con gli Alleati il 3 settembre 1943, il Comando Supremo non fece alcuno sforzo per informare gli stati maggiori, ministeri o sedi sotto il suo comando prima della pubblicazione dell'armistizio l'8 settembre. Apparentemente avevano la convinzione che l'annuncio sarebbe arrivato il 12 settembre. Il 9 settembre il Comando Supremo, insieme al sovrano e al governo, abbandonò Roma per Brindisi.

### La cobelligeranza con gli alleati
La maggior parte della documentazione del Comando Supremo cadde nelle mani dei tedeschi nel settembre 1943: come risultato, buona parte venne persa nell'aprile 1945. Il 18 novembre 1943, Ambrosio venne sostituito dal Maresciallo Giovanni Messe.
Il 1º maggio 1945 Messe, a guerra conclusa, fu sostituito da Claudio Trezzani. Il 31 maggio, su consiglio del ministro della Guerra, Alessandro Casati, il Luogotenente generale del Regno, il Principe Umberto, emanò un decreto legislativo che riduceva il Capo di stato maggiore del Comando Supremo a un ruolo puramente consultivo, con Trezzani che assunse il grado di Capo di Stato maggiore generale.
Questo fu ribattezzato nel 1948 Capo di stato maggiore della difesa.

## Comandanti
Dall'11 giugno 1940 al 25 luglio 1943 il Comandante supremo delle forze armate operanti su tutti i fronti, era il presidente del consiglio Mussolini. Questi i generali a capo del Comando Supremo.
- Ugo Cavallero (27 giugno 1941 – 1º febbraio 1943)
- Vittorio Ambrosio (1º febbraio 1943 – 18 novembre 1943)
- Giovanni Messe (18 novembre 1943 – 1º maggio 1945)
- Claudio Trezzani (1º maggio 1945 – 31 maggio 1945)

## Comandi e unità subordinate

### Nel luglio 1941
- Stato Maggiore del Regio Esercito
- Stato Maggiore della Regia Marina
- Stato Maggiore della Regia Aeronautica
- Comando Generale della MVSN
- Comando Superiore FF.AA. "A.S.I."
- Comando Superiore FF.AA. "A.O.I."
- Comando Superiore FF.AA. "Albania"
- Comando Superiore FF.AA. "Grecia"
- Comando Superiore FF.AA. "Egeo"
- Servizio informazioni militare

### Nel settembre 1943[7]
- Stato Maggiore del Regio Esercito
- Stato Maggiore della Regia Marina
- Stato Maggiore della Regia Aeronautica
- Comando generale della MVSN
- Gruppo d'armate Est